# 마두로담

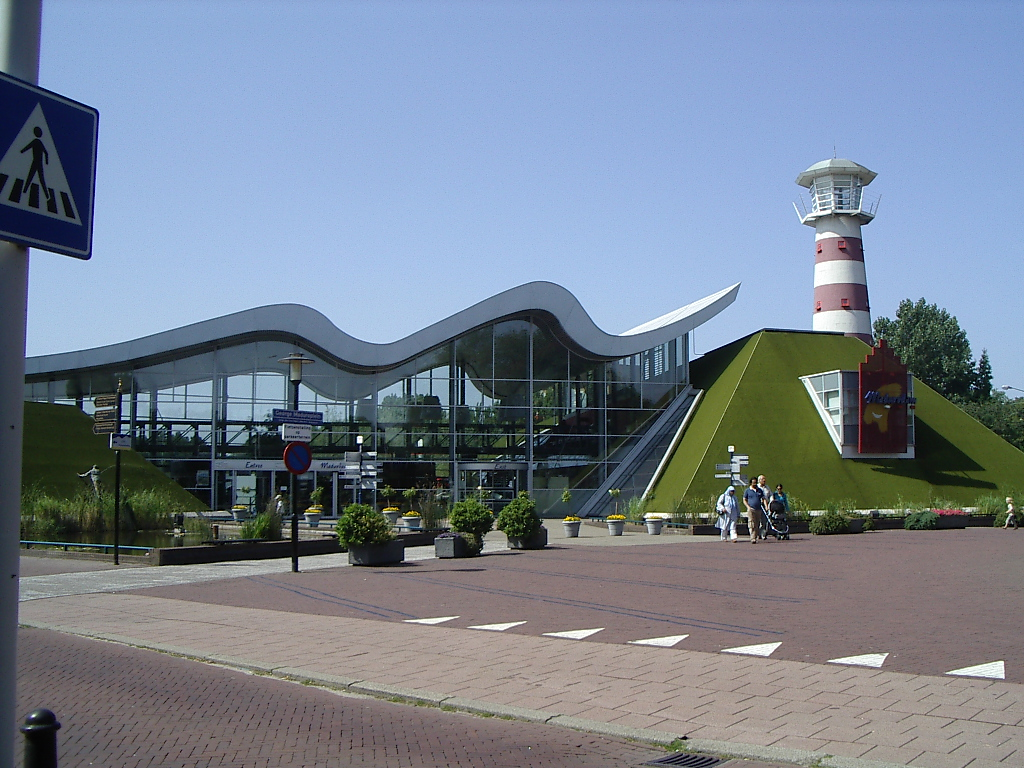
마두로담 입구

마두로담(네덜란드어: Madurodam)은 네덜란드 헤이그 스케브닝겐에 위치한 미니어처 테마파크이다.